# Helvi Leiviskä
Helvi Lemmikki Leiviskä, född 25 februari 1902 i Helsingfors, död där 12 augusti 1982, var en finländsk tonsättare.
Leiviskä var 1933–1968 bibliotekarie vid Sibelius-Akademin och 1957–1961 musikkritiker vid Ilta-Sanomat. Hon komponerade fyra symfonier, stycken för piano och violin, orkestersviter, solosånger med mera.
År 1962 tilldelades hon Pro Finlandia-medaljen.